# Копцювка (Підляське воєводство)
Копцювка (пол. Kopciówka) — село в Польщі, у гміні Суховоля Сокульського повіту Підляського воєводства.
Населення — 196 осіб (2011).
У 1975-1998 роках село належало до Білостоцького воєводства.

## Демографія
Демографічна структура станом на 31 березня 2011 року:
|          | Загалом | Допрацездатний вік | Працездатний вік | Постпрацездатний вік |
| -------- | ------- | ------------------ | ---------------- | -------------------- |
| Чоловіки | 101     | 17                 | 65               | 19                   |
| Жінки    | 95      | 24                 | 48               | 23                   |
| Разом    | 196     | 41                 | 113              | 42                   |